# Форт Кофи (Оклахома)
Форт Кофи (енгл. Fort Coffee) град је у америчкој савезној држави Оклахома.

## Демографија
По попису из 2010. године број становника је 424, што је 12 (2,9%) становника више него 2000. године.
| Група             | 2000.       | 2010.       |
| Белци             | 108 (26,2%) | 92 (21,7%)  |
| Афроамериканци    | 259 (62,9%) | 282 (66,5%) |
| Азијати           | 0 (0,0%)    | 4 (0,9%)    |
| Хиспаноамериканци | 0 (0,0%)    | 4 (0,9%)    |
| Укупно            | 412         | 424         |